# Love Is Blind
"Love Is Blind" es una canción de Fergie, tomada de su álbum de estudio Double Dutchess de 2017. Se lanzó un video para la canción, el mismo día en que se lanzó el video de "Love Is Pain", el 26 de septiembre de 2017. El video se caracteriza por escenas de asesinatos, y está filmado con títeres animados, la misma Fergie parece una muñeca.

## Video y revisión
El video es una animación stop-motion, y los personajes aparecen como muñecas. En una primera escena, Fergie se encuentra con su amante en la piscina, pero cuando la deja sola para hablar con dos mujeres, ella lo mata con una sombrilla, y luego mata a las dos mujeres con una guadaña. Después de preparar la cena para el segundo amante, se da cuenta de que el último llegó tarde porque la traicionó, al notar una mancha de lápiz labial, y lo corta una parte de la cabeza con un cuchillo. Mata al tercer hombre arrojándole una botella rota en la garganta porque ensucia la casa, mira la televisión mientras bebe y come. Después de usar las partes del cuerpo de las víctimas para varios objetos, un oficial de policía se da cuenta de la situación, pero ella logra controlarlo eróticamente y lo elimina. El video termina con Fergie en un flotador mientras dos tipos la empujan hacia la piscina. El video es más corto que la canción, que termina con una parte de reggae típica de las islas del Océano Pacífico.
Lizzie da "The Verge" escribió "La mejor parte de este video son las docenas de diminutas casas de muñecas. Un bistec, un flamenco flotante y una bata de baño rosa difusa. El video tiene una historia, también. Me distraía por los adorables detalles. Y el asesinato." Por Kaitlyn , siempre da "The Verge" "Lo especial de "Love is Blind" es que el título de la canción es un nombre inapropiado. El amor no es ciego; el amor lo mira de cerca, y el amor tiene un objetivo increíble.Además, creo que la piscina rosada que el asesino de muñecas cuelga durante el tiempo de inactividad entre asesinatos es probablemente una referencia a la que Rihanna tiene en el video de "Bitch Better Have My Money". Realmente no puedes equivocarte con una referencia de Rihanna, aunque no tiene suficientes videos musicales.